# Daniel Åhsberg
Daniel Roger Åhsberg, född 14 april 1985 i Tynnereds församling i Göteborg, är en svensk professionell ishockeyspelare som tidigare har spelat för bland annat Växjö Lakers. Från säsongen 2015/2016 spelar Daniel Åhsberg i norska Lillehammer IK. Åhsberg har även spelat 25 matcher för Sveriges U19- och U20-landslag.

## Klubbar
- 2001–2003 Gislaveds SK
- 2003–2005 Frölunda HC
- 2005–2007 Rögle BK
- 2007–2008 IK Oskarshamn
- 2008–2011 Växjö Lakers
- 2011–2012  Örebro HK
- 2012–2013  Tingsryds AIF
- 2013–2014  Ducs de Dijon
- 2014–2015  HC Vita Hästen
- 2015–  Lillehammer IK